# 聖米格爾 (巴爾沃阿區)
聖米格爾（西班牙語：San Miguel），是巴拿馬的城鎮，位於該國中東部，由巴拿馬省的巴爾沃阿區負責管轄，面積129.9平方公里，海拔高度1米，2010年人口1,044，人口密度每平方公里8人。